# 昂自明
昂自明（1960年8月—），彝族，云南省石林彝族自治县人，彝学、彝文化专家、汉语言文学研究学者，1983年翻译出版了彝族著名叙事长诗《阿诗玛》。现任云南民族大学民族文化学院教授、中国少数民族文学研究会会员等职务。